# Reuben Epp
Reuben Epp (* 1920 in Kanada; † 20. Juni 2009) war ein zuletzt in Kelowna (British Columbia) wohnhafter plautdietscher Autor. Seine Eltern waren aus Russland eingewanderte Mennoniten. Epp wurde nach einer Mechaniker-Ausbildung Berufsschullehrer und später Direktor einer Fachschule in Dawson Creek (ebenfalls British Columbia). Bei den weltweit verstreut lebenden Russlandmennoniten ist Reuben Epp neben Arnold Dyck und Jack Thiessen der wohl bekannteste Dichter und Erzähler in plautdietscher Sprache. Zu seinen besonderen Leistungen zählen auch seine Veröffentlichungen zur plautdietschen Sprachgeschichte und Orthographie. Reuben Epp wird in plautdietscher Sprache „Ruben Ap“ genannt.

## Publikationen
- Biem Aunsiedle: When the settlers came; plautdietsche Jechichte een Resse ut'e Vergangenheit (Winnipeg, Kanada 1972)
- Plautdietsche Schreftsteckja: Jedichta, Jeschichte, Leeda, Spelkjes (Steinbach, Manitoba 1972)
- Onse Lied Vetahle [Tonträger]: Stories our people tell; plautdietsche Jeschichte enn Riemsels (Winnipeg, Kanada 1973)
- The Story of Low German and Plautdietsch: Tracing a Language Across the Globe (Hillsboro, USA 1993) ISBN 0-9638494-0-9
- The Spelling of Low German & Plautdietsch: Towards An Official Plautdietsch Orthography (Hillsboro, USA 1996) ISBN 0-9638494-1-7
- Dit un jant opp Plautdietsch: This and that in Mennonite Low German (Hillsboro, USA 1997) ISBN 0-9638494-2-5
- Dit un Jant opp Plautdietsch [CD, 17 Texte von Reuben Epp, Live-Aufnahme, Lesung am 7. Oktober 2000 in Lage/Lippe, Deutschland], hrsg. von Plautdietsch-Freunde e.V. (Detmold 2006)